# 烏山駅
烏山駅（からすやまえき）は、栃木県那須烏山市南二丁目にある、東日本旅客鉄道（JR東日本）烏山線の駅である。烏山線の終着駅である。栃木県内におけるJRの駅としては最東端に位置する。

## 歴史
- 1923年（大正12年）4月15日：開業[2]。
- 1979年（昭和54年）
  - 6月1日：貨物の取り扱いを廃止[2]。
  - 7月22日 - 23日：日本国有鉄道が企画したミステリー列車「銀河鉄道999号」の終着駅となり、「アンドロメダステーション」の装飾が施された。
- 1984年（昭和59年）2月1日：荷物扱い廃止[2]。
- 1987年（昭和62年）4月1日：国鉄分割民営化により、JR東日本の駅になる[2]。
- 2009年（平成21年）3月14日：東京近郊区間に編入される[報道 1]。
- 2011年（平成23年）10月：駅構内が棒線化[3]。
- 2013年
  - 7月31日：みどりの窓口の営業を終了。
  - 8月1日：業務委託化[4][新聞 1]。
- 2014年（平成26年）3月15日：新駅舎の供用を開始[新聞 2]。
- 2025年（令和7年）
  - 3月14日：自動券売機および指定席券売機の営業を終了[5][6][新聞 3]。
  - 3月15日：終日無人化[5][7][新聞 3]。

## 駅構造
単式ホーム1面1線を有する地上駅（夜間滞泊あり）。
かつては対向式ホーム2面2線で、通常は現在でも使用されている駅舎側のホームのみで乗降が行われていた。東側にあったホーム、レールは使用されておらず、山あげ祭などの臨時客車列車における機関車の機回し作業に用いられる程度であった。2012年2月に、開発が進められていた蓄電池駆動電車システム用車両の充電設備が設けられ、そのスペース確保としてレールが撤去され、1面1線構造となった。なお、東側ホームは放置されている。充電設備は、2014年3月からJR東日本EV-E301系電車の定期運用開始に伴い、運用を開始した。
宇都宮営業統括センター（宝積寺駅）管理の無人駅。
旧駅舎内の待合室は広く、多くの椅子が設置されていた。このほか、隣接して臨時の待合室と改札があり、この臨時改札には「無事カエル」という蛙の置物が設置されていた。
駅舎入口付近には、当駅でかつて使用されていた腕木式信号機が記念として設置されている。

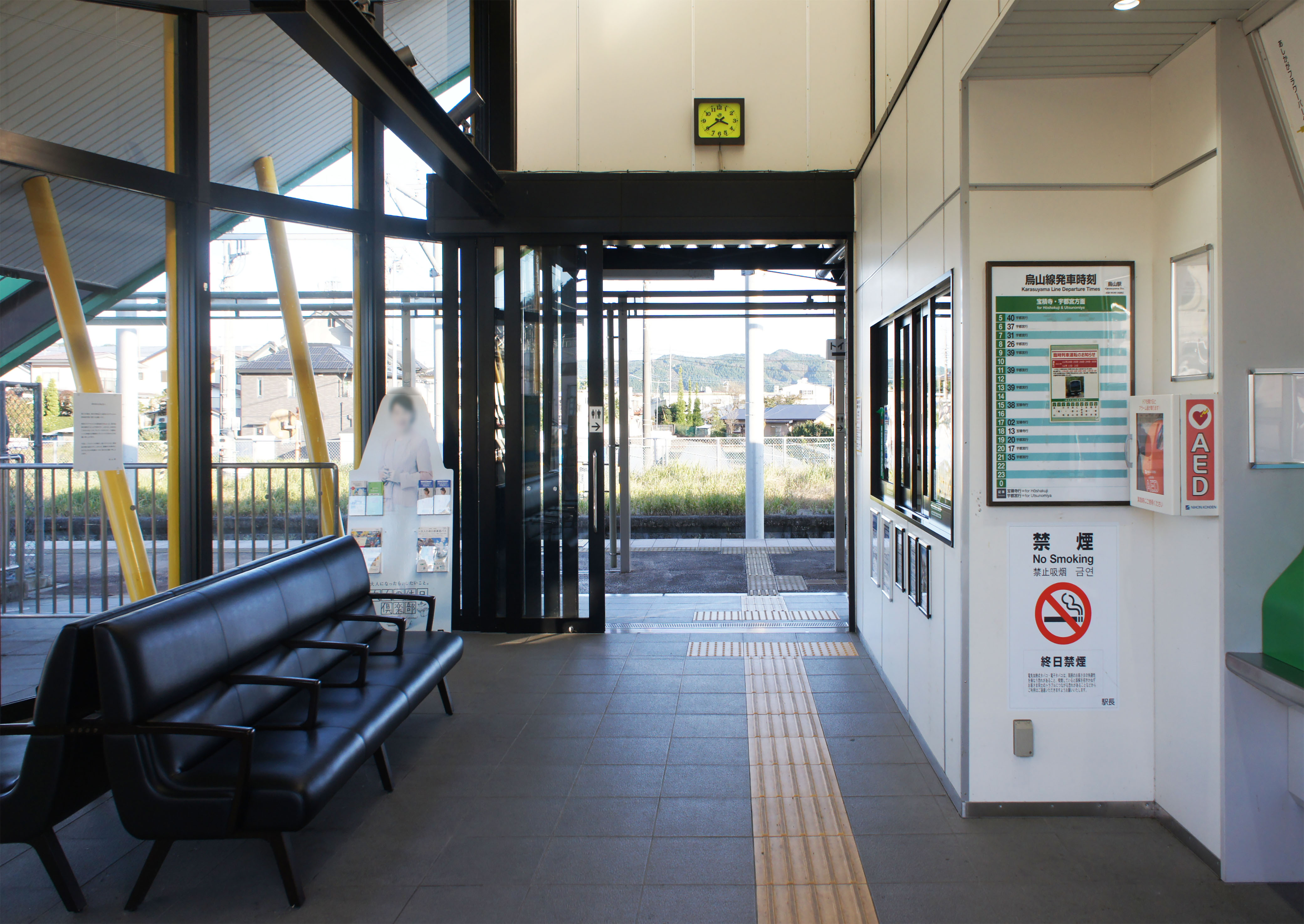
改札口（2021年10月）
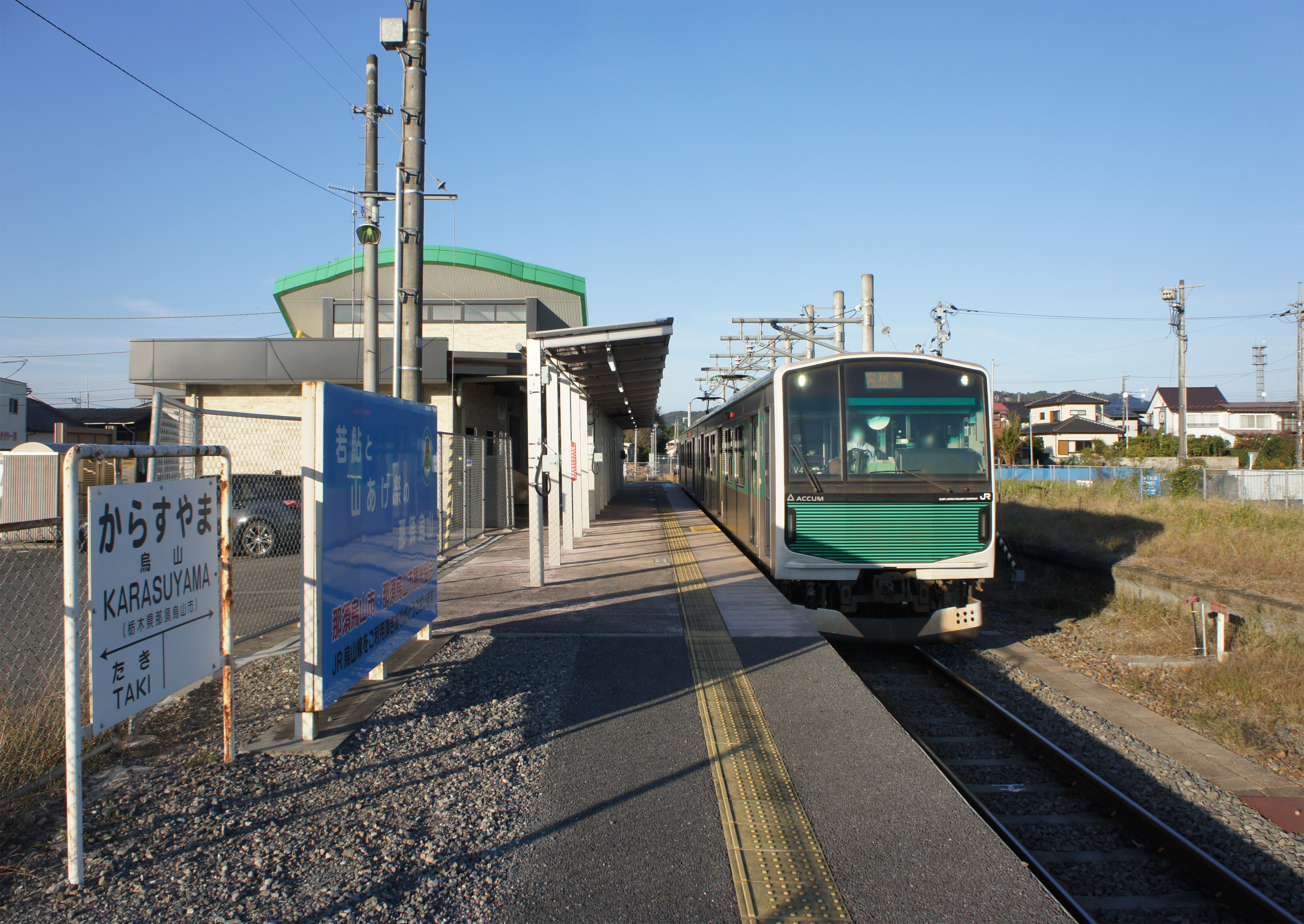
充電設備が設置されているホーム（2021年10月）
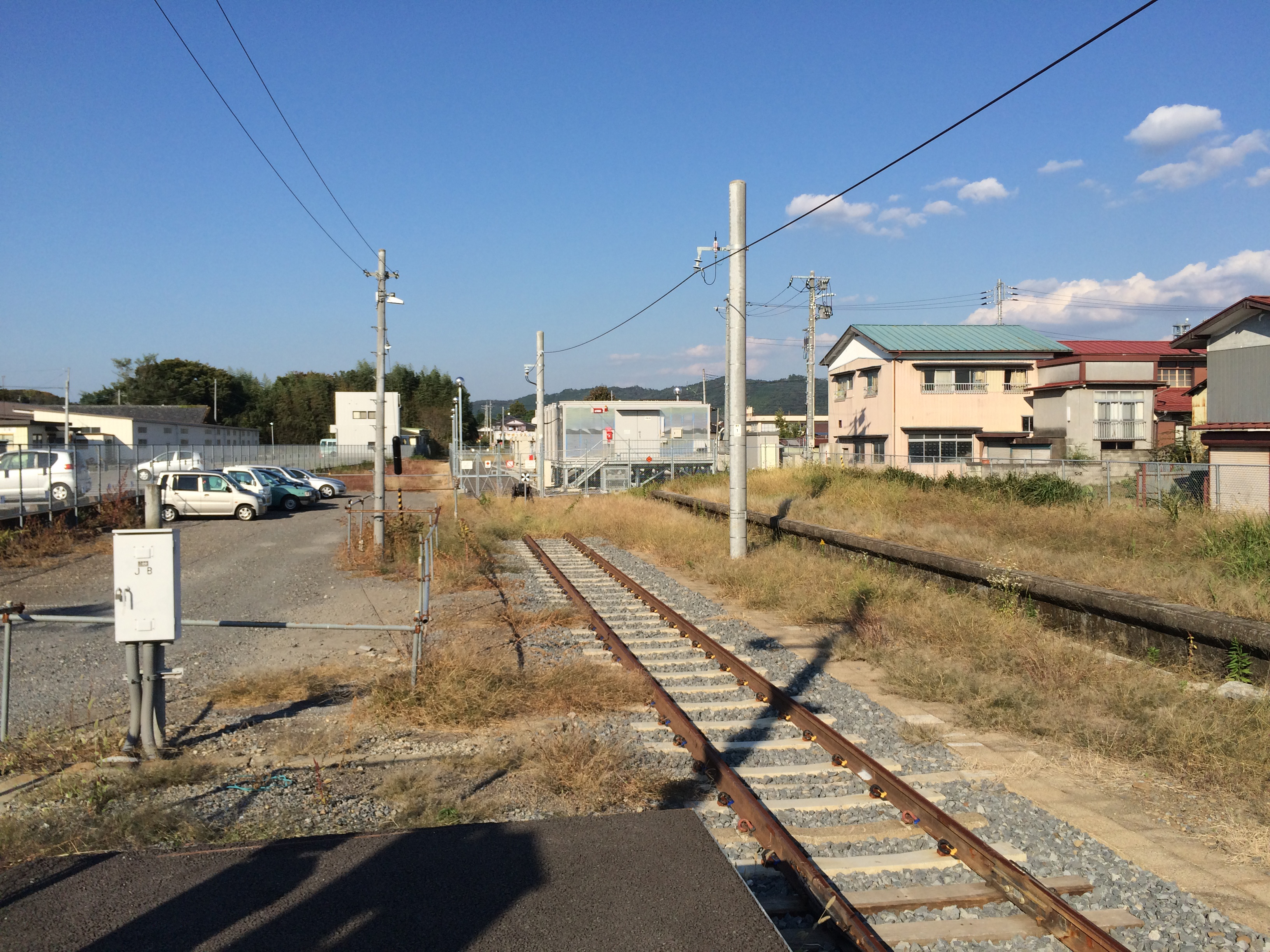
線路終端と変電設備（2014年10月）
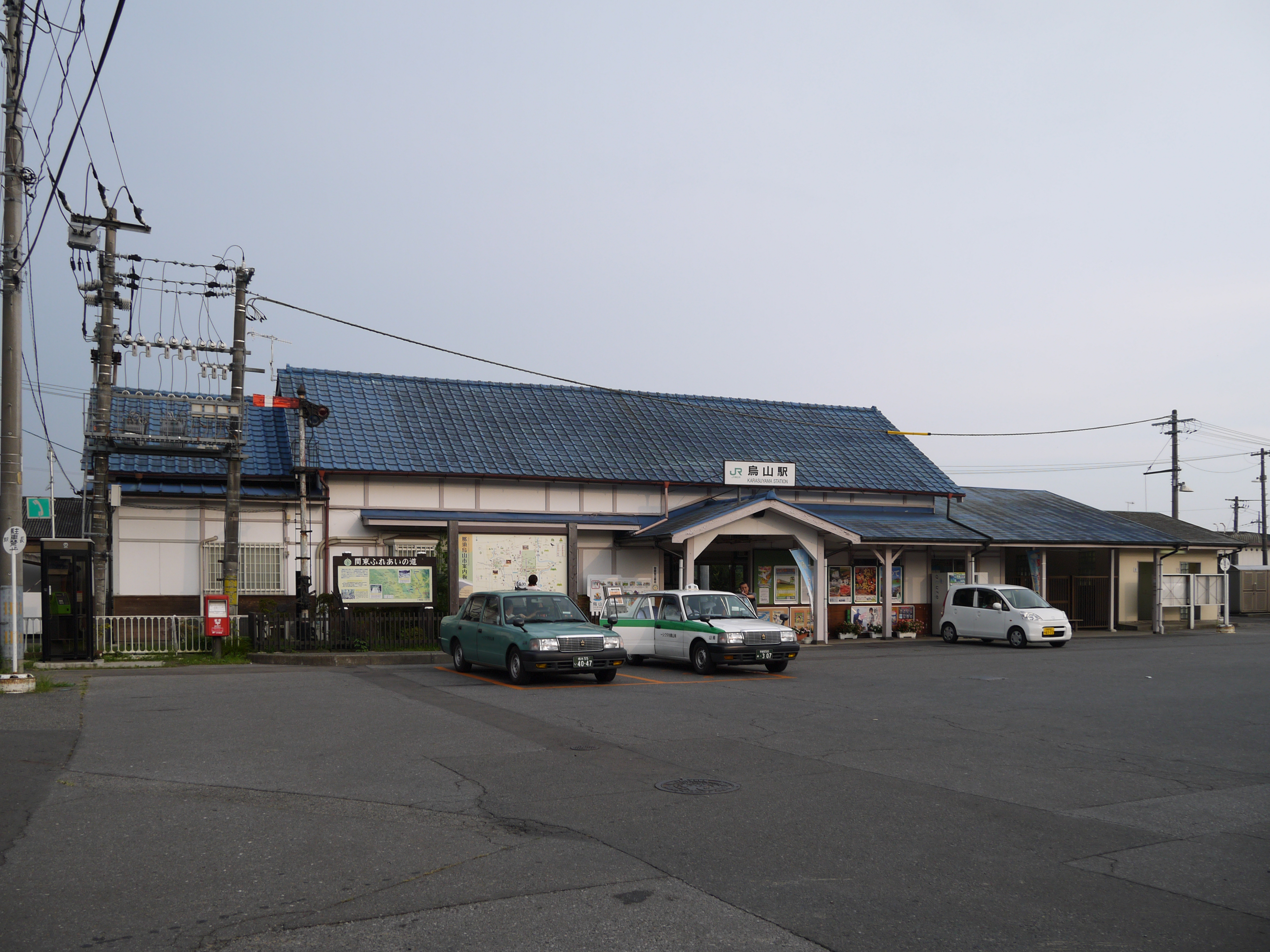
旧駅舎（2013年8月）
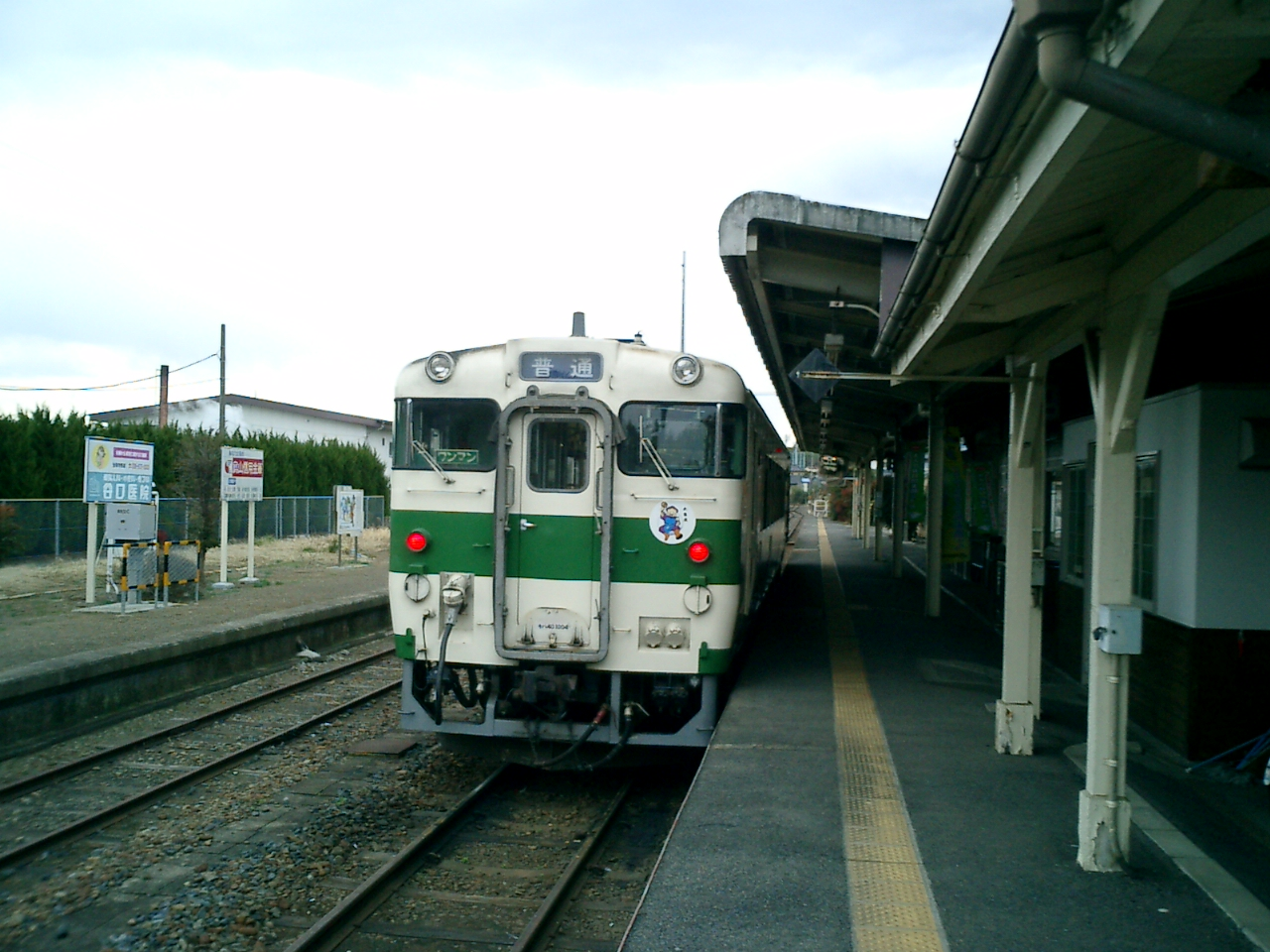
2面2線構造だった頃の駅構内（2006年3月）
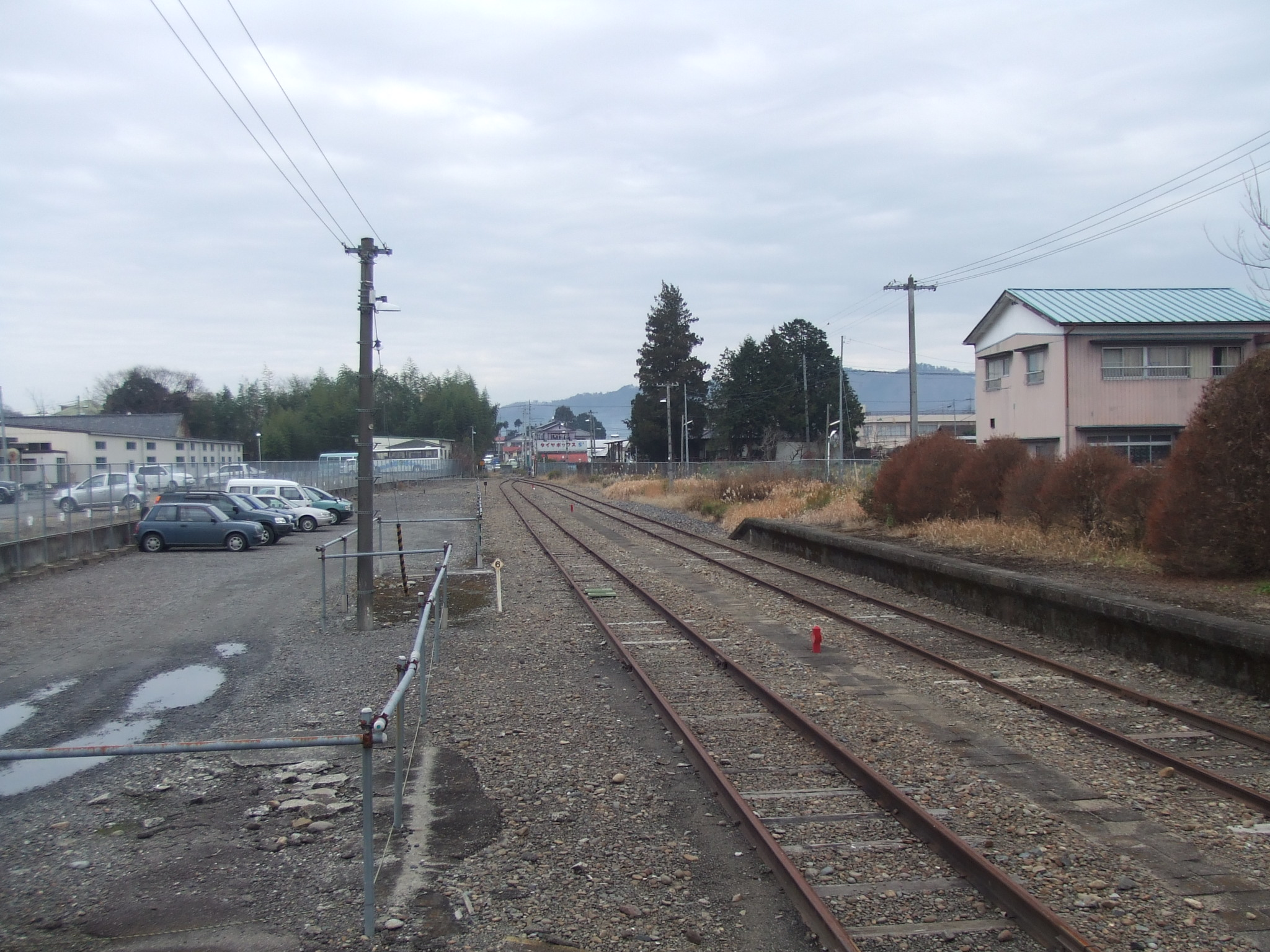
かつての線路終端（2008年12月）

### 発車予告メロディー
朝・昼・夕・夜のそれぞれの時間帯で発車3分前から以下の発車「予告」メロディーが流れる。JR北海道の函館駅・池田駅などでは既に実用化されているが、JR東日本の駅では唯一の事例となっている。
音源は防災行政無線や学校などのチャイム用途に使われるTOAのメロディクスによるもので、通常の発車メロディーとは放送機材が全く異なる。
- 朝：「エーデルワイス」
- 昼：「恋はみずいろ」
- 夕：「夕焼け小焼け」
- 夜：「ふるさと」

なお、2019年より那須烏山市の「山あげ祭」の開催に合わせて、期間限定で発車予告メロディーが山あげ祭の定番曲である「お囃子」に変更され、2022年7月1日から通年化された。

## 利用状況
JR東日本によると、2023年度（令和5年度）の1日平均乗車人員は446人である。
2000年度（平成12年度）以降の推移は以下のとおりである。
| 乗車人員推移       | 乗車人員推移     | 乗車人員推移    |
| 年度               | 1日平均 乗車人員 | 出典            |
| ------------------ | ---------------- | --------------- |
| 2000年（平成12年） | 801              | [ 利用客数 2 ]  |
| 2001年（平成13年） | 774              | [ 利用客数 3 ]  |
| 2002年（平成14年） | 702              | [ 利用客数 4 ]  |
| 2003年（平成15年） | 679              | [ 利用客数 5 ]  |
| 2004年（平成16年） | 674              | [ 利用客数 6 ]  |
| 2005年（平成17年） | 663              | [ 利用客数 7 ]  |
| 2006年（平成18年） | 670              | [ 利用客数 8 ]  |
| 2007年（平成19年） | 646              | [ 利用客数 9 ]  |
| 2008年（平成20年） | 625              | [ 利用客数 10 ] |
| 2009年（平成21年） | 588              | [ 利用客数 11 ] |
| 2010年（平成22年） | 555              | [ 利用客数 12 ] |
| 2011年（平成23年） | 515              | [ 利用客数 13 ] |
| 2012年（平成24年） | 480              | [ 利用客数 14 ] |
| 2013年（平成25年） | 495              | [ 利用客数 15 ] |
| 2014年（平成26年） | 501              | [ 利用客数 16 ] |
| 2015年（平成27年） | 532              | [ 利用客数 17 ] |
| 2016年（平成28年） | 554              | [ 利用客数 18 ] |
| 2017年（平成29年） | 525              | [ 利用客数 19 ] |
| 2018年（平成30年） | 520              | [ 利用客数 20 ] |
| 2019年（令和元年） | 537              | [ 利用客数 21 ] |
| 2020年（令和02年） | 424              | [ 利用客数 22 ] |
| 2021年（令和03年） | 428              | [ 利用客数 23 ] |
| 2022年（令和04年） | 416              | [ 利用客数 24 ] |
| 2023年（令和05年） | 446              | [ 利用客数 1 ]  |

## 駅周辺
駅の周辺は民家が多く、所々に商店がある。駅舎は栃木県道102号線側にあり、国道から東へ少し離れた所を那珂川が流れる。
- 山あげ会館
- 栃木県道102号烏山停車場線
- 栃木県道10号宇都宮那須烏山線
- 栃木県道・茨城県道12号那須烏山御前山線
- 国道294号
- 那珂川
- ムロコーポレーション烏山工場
- 足利銀行烏山支店
- 那須烏山警察署
  - 烏山駅前交番
- 那須烏山市立烏山中学校
- 那須南病院
- 那須烏山市役所烏山庁舎（旧・烏山町役場）
- 烏山仲町郵便局
- 烏山郵便局
- 島崎酒造（那須銘醸／清酒「東力士」醸造元）
- たいらや 元町店
- ベイシア烏山店

## バス路線
- 那須烏山市営バス - 高部・市塙方面

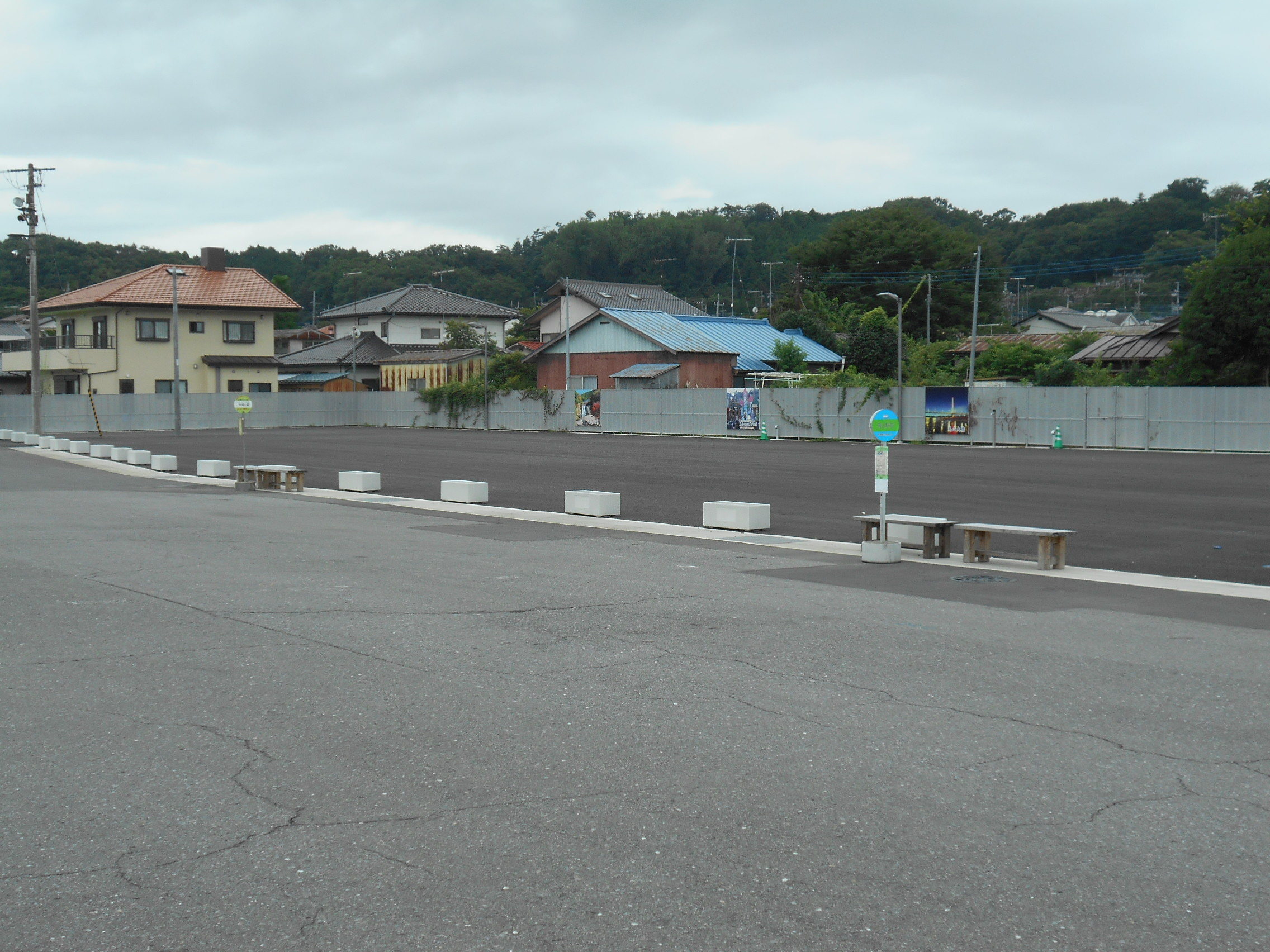
バス乗り場（2017年8月）

- 那珂川町コミュニティバス - 那珂川町方面

## 隣の駅
東日本旅客鉄道（JR東日本）
■烏山線
滝駅 - 烏山駅

### 記事本文

#### 報道発表資料
1. ↑  『Suicaをご利用いただけるエリアが広がります。』（PDF）（プレスリリース）東日本旅客鉄道、2008年12月22日。オリジナルの2020年5月24日時点におけるアーカイブ。2020年5月25日閲覧。
2. ↑  『「スマート電池くん」を実用化し、烏山線に導入します』（PDF）（プレスリリース）東日本旅客鉄道、2012年11月6日。オリジナルの2020年5月13日時点におけるアーカイブ。2020年5月29日閲覧。
3. ↑  『烏山駅発車予告メロディ変更について』（PDF）（プレスリリース）東日本旅客鉄道大宮支社、2019年6月27日。オリジナルの2020年5月29日時点におけるアーカイブ。2020年5月29日閲覧。
4. ↑  『烏山駅発車予告メロディ変更について』（PDF）（プレスリリース）東日本旅客鉄道大宮支社、2020年3月6日。オリジナルの2020年3月16日時点におけるアーカイブ。2020年5月29日閲覧。
5. ↑  『烏山駅発車予告メロディ変更について』（PDF）（プレスリリース）東日本旅客鉄道大宮支社、2022年6月22日。オリジナルの2022年6月22日時点におけるアーカイブ。2022年6月22日閲覧。

#### 新聞記事
1. ↑  「烏山線大金駅を無人化 JR方針 烏山駅も窓口業務廃止 那須烏山 利用減少、市長受け入れへ」『下野新聞』下野新聞社、2013年7月23日、朝刊、24面。
2. ↑  「国内初の蓄電池電車アキュム、JR烏山線でGO」『下野新聞』下野新聞社、2014年3月16日。
3. 1 2  「JR烏山駅、3月15日から無人化 券売機と構内のトイレ利用も停止 決断の理由は」『下野新聞』下野新聞社、2025年1月16日。2025年1月16日閲覧。

### 利用状況
1. 1 2  “各駅の乗車人員（2023年度）”.   東日本旅客鉄道. 2024年7月20日閲覧。
2. ↑  “各駅の乗車人員（2000年度）”.   東日本旅客鉄道. 2019年3月3日閲覧。
3. ↑  “各駅の乗車人員（2001年度）”.   東日本旅客鉄道. 2019年3月3日閲覧。
4. ↑  “各駅の乗車人員（2002年度）”.   東日本旅客鉄道. 2019年3月3日閲覧。
5. ↑  “各駅の乗車人員（2003年度）”.   東日本旅客鉄道. 2019年3月3日閲覧。
6. ↑  “各駅の乗車人員（2004年度）”.   東日本旅客鉄道. 2019年3月3日閲覧。
7. ↑  “各駅の乗車人員（2005年度）”.   東日本旅客鉄道. 2019年3月3日閲覧。
8. ↑  “各駅の乗車人員（2006年度）”.   東日本旅客鉄道. 2019年3月3日閲覧。
9. ↑  “各駅の乗車人員（2007年度）”.   東日本旅客鉄道. 2019年3月3日閲覧。
10. ↑  “各駅の乗車人員（2008年度）”.   東日本旅客鉄道. 2019年3月3日閲覧。
11. ↑  “各駅の乗車人員（2009年度）”.   東日本旅客鉄道. 2019年3月3日閲覧。
12. ↑  “各駅の乗車人員（2010年度）”.   東日本旅客鉄道. 2019年3月3日閲覧。
13. ↑  “各駅の乗車人員（2011年度）”.   東日本旅客鉄道. 2019年3月3日閲覧。
14. ↑  “各駅の乗車人員（2012年度）”.   東日本旅客鉄道. 2019年3月3日閲覧。
15. ↑  “各駅の乗車人員（2013年度）”.   東日本旅客鉄道. 2019年3月3日閲覧。
16. ↑  “各駅の乗車人員（2014年度）”.   東日本旅客鉄道. 2019年3月3日閲覧。
17. ↑  “各駅の乗車人員（2015年度）”.   東日本旅客鉄道. 2019年3月3日閲覧。
18. ↑  “各駅の乗車人員（2016年度）”.   東日本旅客鉄道. 2019年3月3日閲覧。
19. ↑  “各駅の乗車人員（2017年度）”.   東日本旅客鉄道. 2019年3月3日閲覧。
20. ↑  “各駅の乗車人員（2018年度）”.   東日本旅客鉄道. 2019年7月21日閲覧。
21. ↑  “各駅の乗車人員（2019年度）”.   東日本旅客鉄道. 2020年7月10日閲覧。
22. ↑  “各駅の乗車人員（2020年度）”.   東日本旅客鉄道. 2021年7月28日閲覧。
23. ↑  “各駅の乗車人員（2021年度）”.   東日本旅客鉄道. 2022年8月12日閲覧。
24. ↑  “各駅の乗車人員（2022年度）”.   東日本旅客鉄道. 2023年7月9日閲覧。